# Macelij u Napulju
Macelij u Napulju bio je macelij ili tržnica rimskog grada Neapolisa, sada poznatog kao Napulj . Zbog izdizanja terena macelij se sada nalazi ispod crkve San Lorenzo Maggiore. Prva gradnja datira iz 5. ili 4. stoljeća prije Krista kada je na tom mjestu, tijekom grčkog razdoblja, bila agora. Kada je Neapolis postao rimski posjed, na kraju je pretvoren u macelij. Ovu je strukturu prekrilo blatno klizište u 5. stoljeću nove ere, vjerojatno kao posljedica poplave.  
Nad ostacima natkrivenog macelija sagrađena je ranokršćanska bazilika, a macelij je ostao sačuvan ispod bazilike.
Macelij je imao ulaz na sjeveru, gdje sada prolazi Via dei Tribunali.  Pravokutna zgrada sastoji se od trijema s radionicama i unutarnjeg otvorenog dvorišta s podovima od mozaika. U sredini dvorišta nalazio se tolos, kružna zgrada koja je služila za prodaju hrane. Još se mogu prepoznati male taberne, praonica i riznica. 
Danas se macelij može posjetiti kao dio monumentalnog kompleksa San Lorenzo Maggiore .

## Vanjske poveznice
|  | Zajednički poslužitelj ima još gradiva o temi Macelij u Napulju |

- (tal.) Službena stranica
- (tal.) Area archeologica del complesso di San Lorenzo Maggiore